# Bagotoji

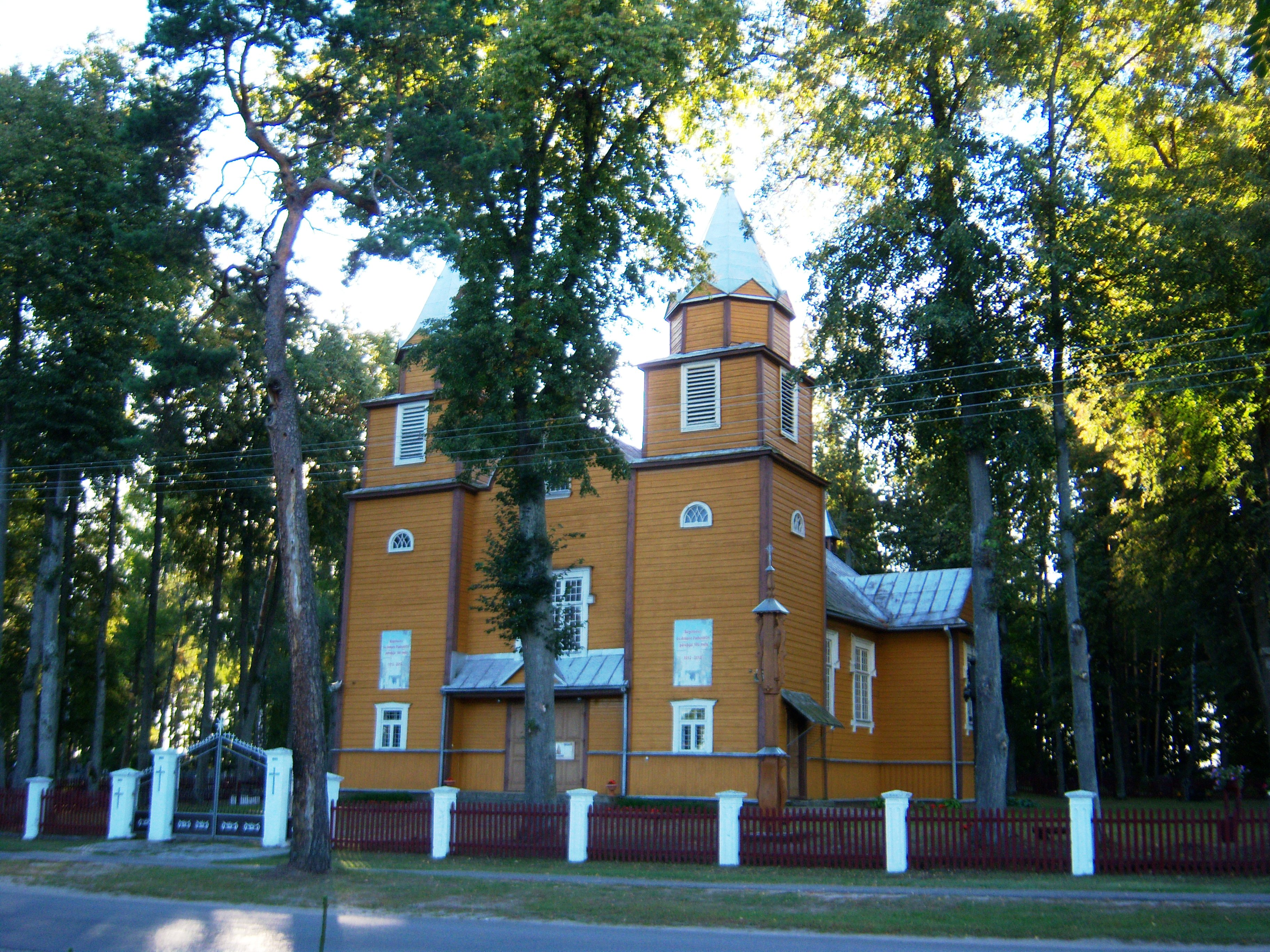
St. Antonius von Padua

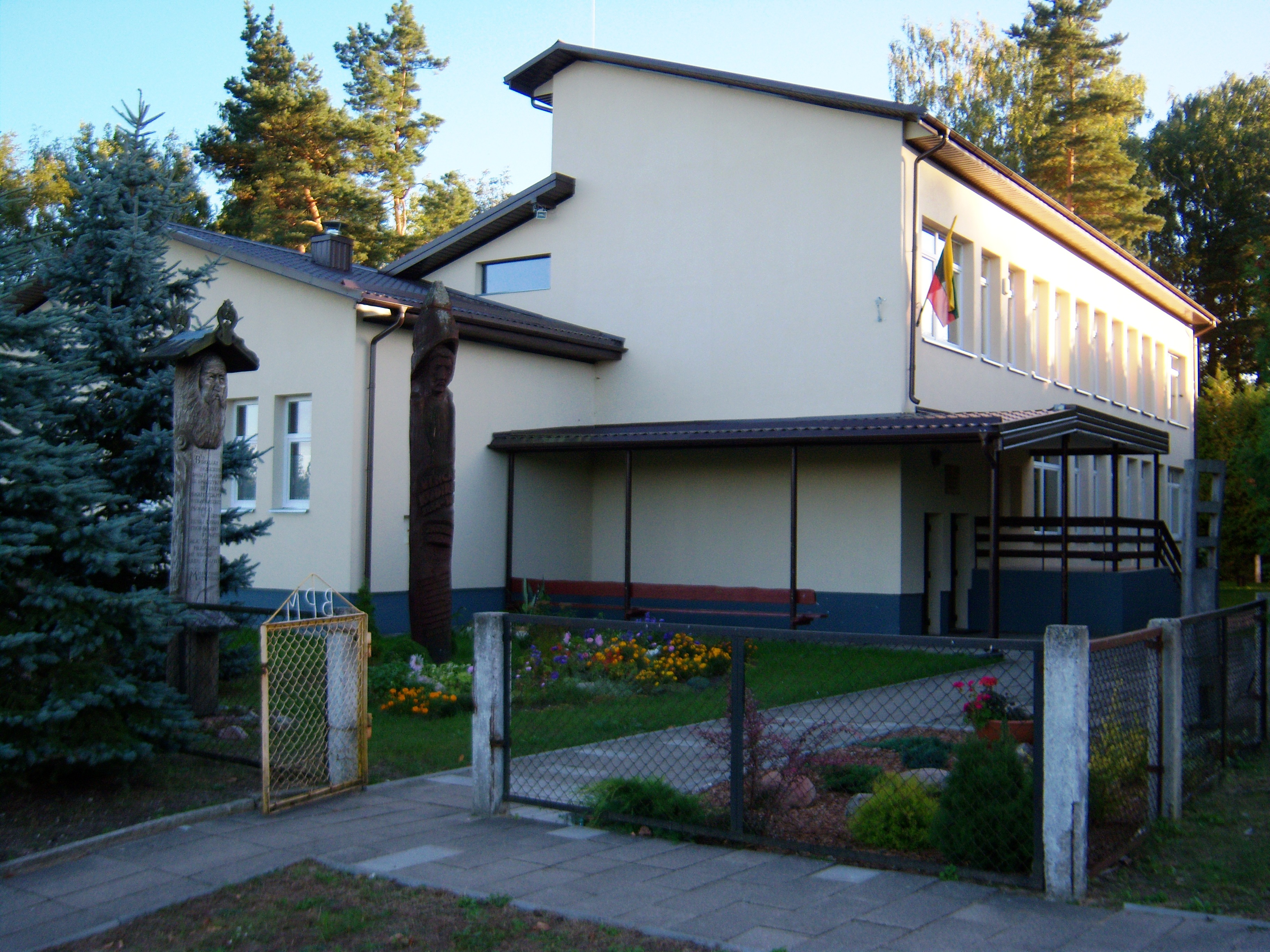
Hauptschule

Bagotoji (von russisch богат, dt. „reich“) ist ein Dorf in der Gemeinde Kazlų Rūda, Litauen, 9 km nordöstlich von Pilviškiai, 9 km südwestlich von Višakio Rūda und 9 km westlich der Stadt Kazlų Rūda.

## Geschichte
Bagotoji wurde zum ersten Mal 1737 in einem Buch des Amtsbezirks Pilviškiai urkundlich erwähnt. 1861 baute man durch das Dorf eine Eisenbahnstrecke. 1911 wurde die katholische Pfarrgemeinde errichtet und 1912 die Antonius-von-Padua-Kirche gebaut sowie 1929 die Försterei Bagotoji eingerichtet. 1934 erweiterte man den Bahnhof Bagotoji. 1961 wurde die Mittelschule Bagotoji errichtet. Später wurde sie zur Hauptschule. 2007 wurde eine Dorfflagge geweiht und eine Dorfhymne geschrieben.